# Modernisme
| Modernisme |
| --- |
| Ett exempel på modernisme: ”Casa Fuster” av Lluís Domènech i Montaner. - Betydelse – konst- och kulturströmning i "Katalanska länderna" - Motsvarighet – jugend (Frankrike, internationellt) - Bakgrund – slutet av 1800-talet, sekelskiftet 1900 - Relaterat begrepp – modernism, renaixença |

Modernisme (katalanska för ’modernism’), på spanska modernismo catalán, är beteckningen på den katalanska formen av jugend. Den utvecklades i Katalonien (och i viss min även i andra katalanskspråkiga regioner) mot slutet av 1800-talet, mot bakgrund av en växande katalansk medvetenhet och områdets industrialisering.
Modernisme omfattade utövare i många olika konstformer. De mest synliga resultaten finns kanske inom arkitekturen, med verk av bland andra Antoni Gaudí,  Lluis Domènech och Josep Puig.

## Historik

### Översikt och bakgrund
Modernisme uppstod i slutet av 1880-talets slut och varade fram till 1910-talets början. Den efterträdde den tidigare Renaixença-rörelsen från mitten av 1800-talet. Modernisme-rörelsen initierades som ett försök att lyfta fram katalansk kultur i nivå med den övriga europeiska kulturen. Den har som bakgrund regionens begränsade politiska inflytande i de dåtida Spanien, kombinerat med en för Spaniens mått mätt kraftig moderniseringsprocess; industrialiseringen i Spanien inleddes i Katalonien (inte minst runt Barcelona). Olika samverkande processer ledde till framväxten av en stark regionalistisk rörelse runt sekelskiftet 1900.

### Omfattning och exempel
Modernismerörelsen inbegrep utöver arkitektur även bildkonst, musik och litteratur. Se vidare katalansk musik och dans samt katalansk litteratur.
Bland namn som omfattade modernisme-strömningen fanns Antoni Gaudí och Josep Puig (arkitektur), Santiago Rusiñol och Joan Maragall (litteratur), Ramon Casas och Lluïsa Vidal (måleri) samt Adrià Gual och Josep Llimona (teater respektive skulptur). Exempel på byggnadsverk i denna anda är Sagrada Família, Columbusmonumentet i Barcelona, Gran Hotel (Palma) och Gran Café de París (Valencia). Företrädare för rörelsen hade bland annat Els Quatre Gats i Barcelona som träffpunkt.

### Stildrag
Många stildrag inom den katalanska modernismen var gemensamma med jugend i stort (inklusive de organiska och naturinspirerade vindlingarna). En särskilt katalansk ingrediens var trencadís (efter katalanska trencar, 'krossa'), en form av mosaik som skapades med krossade bitar av porslin, kakel och liknande. Denna typ av mosaik är tydligt framträdande i Gaudís Parc Güell.

## Namnet
Namnet modernisme har kopplingar till modernismens framväxt som begrepp i slutet av 1800-talet. Inom arkitekturhistorien ses jugend som ett av flera förstadier till 1900-talets modernistiska kulturströmning(ar).